# Maria Konopnicka
Maria Konopnicka (23 de maio de 1842 – 8 de outubro de 1910) foi uma poetisa, romancista, escritora infantojuvenil, tradutora, jornalista, crítica e ativista polonesa pelos direitos das crianças e das mulheres e pela independência da Polônia. Ela usou pseudônimos, incluindo Jan Sawa. Ela foi uma das poetisas mais importantes do período positivista da Polônia.

## Biografia
Konopnicka nasceu em Suwałki, na Polônia, em 23 de maio de 1842. Seu pai, Józef Wasiłowski, era advogado e sua mãe Scholastyka Turska faleceu quando Maria tinha apenas 12 anos. Quando estava no internato para meninas administrado pelas Freiras da Adoração do Santíssimo Sacramento em Varsóvia (1855-1856), Konopnicka conheceu a escritora Eliza Orzeszkowa, com quem permaneceu amiga até sua morte.
Em 1862, aos 20 anos, casou-se com o proprietário de terras Jaroslaw Konopnicki, 20 anos mais velho que ela, com quem morou em Bronów. Ao longo de dez anos, teve oito filhos, dos quais seis sobreviveram. O casamento foi fracassado, pois seu marido desaprovava que seguisse a carreira de escritora. Numa carta a uma amiga, ela descreveu-se como “sem família” e como “um pássaro preso numa gaiola”.
No final da década de 1870, Konopnicka deixou o marido, levando consigo todos os seis filhos. Na época, este foi um ato audacioso de coragem e independência. Tendo se mudado para Varsóvia, ela ganhava a vida com aulas particulares.
Desde o começo de sua carreira, Konopnicka era considerada uma escritora controversa, principalmente nos núcleos católicos nacionais. Seu primeiro livro, "Z przeszłości. Fragmenty dramatyczne", causou grande indignação; um crítico do jornal "Przegląd Katolicki" a descreveu como tendo um "pensamento imoral e blasfêmico".
No período de Varsóvia, Konopnicka viveu diversos romances como com o jornalista Jan Gadomski, 17 anos mais novo que ela, ou com o filósofo e historiador Maksymilian Gumplowicz, 22 anos mais novo. No vigésimo quinto aniversário de sua carreira literária (1903), recebeu como presente da nação uma pequena mansão em Żarnowiec, perto de Krosno, nos Montes Cárpatos. Costumava se hospedar lá quando viajava pelo sul da Europa, principalmente para a Itália.

## Carreira
Ela fez sua estreia como escritora em 1870 com o poema "W zimowy poranek" ("Em uma manhã de inverno").  Ela ganhou popularidade após a publicação em 1876 de seu poema, "W górach" ("Nas Montanhas"), que foi elogiado pelo futuro ganhador do Prêmio Nobel Henryk Sienkiewicz. Seus textos eram considerados controversos, geravam debates entre a sociedade da época e eram frequentemente criticados duramente, mas, ao mesmo tempo, ela era muito popular e lida por quase todos.
Konopnicka não escrevia apenas poemas, mas também contos, esquetes, reportagens e textos jornalísticos, era crítica literária e tradutora. Em suas obras, encontram-se temas polêmicos, análises psicológicas sutis e uma riqueza de formas narrativas e habilidade literária. Os poemas que ela escreveu enquanto vivia na Itália e na França estão, sem dúvida, entre suas maiores realizações. Além de escritora, mas também uma ativista social. Lidando com muitos sacrifícios, ela criou seus seis filhos sozinha.

## Política
Por muitos anos, vagou pela Europa, sem romper o contato com seu país – foi uma das principais organizadoras do protesto internacional contra a crueldade da Prússia contra crianças grevistas em Września (1901-1902) e os atos de emancipação (entre outros, em 1908), onde declamou seu poema a Rota, e contra as perseguições aos uniatas. Envolveu-se em atividades sociais clandestinas e abertas, as leis de direitos de propriedade e contra a perseguição dos uniatas. Também, promoveu a luta pelos direitos das mulheres, bem como organizou ajuda para presos políticos.

## Morte
Ela morreu em Lwów em 8 de outubro de 1910 aos 68 anos devido a uma pneumonia. Foi enterrada no Cemitério Łyczakowski . Conforme seu desejo, sua amiga e artista plástica Maria Dulębianka foi sepultada ao seu lado.

## Homenagens
Após sua poeta, os habitantes de Suwałki coletam dinheiro para criar uma placa em sua homenagem, mas as autoridades czaristas se opuseram a essa iniciativa. Ela foi enfim pendurada na parede da casa onde nasceu, 25 anos depois, em 8 de outubro de 1935.

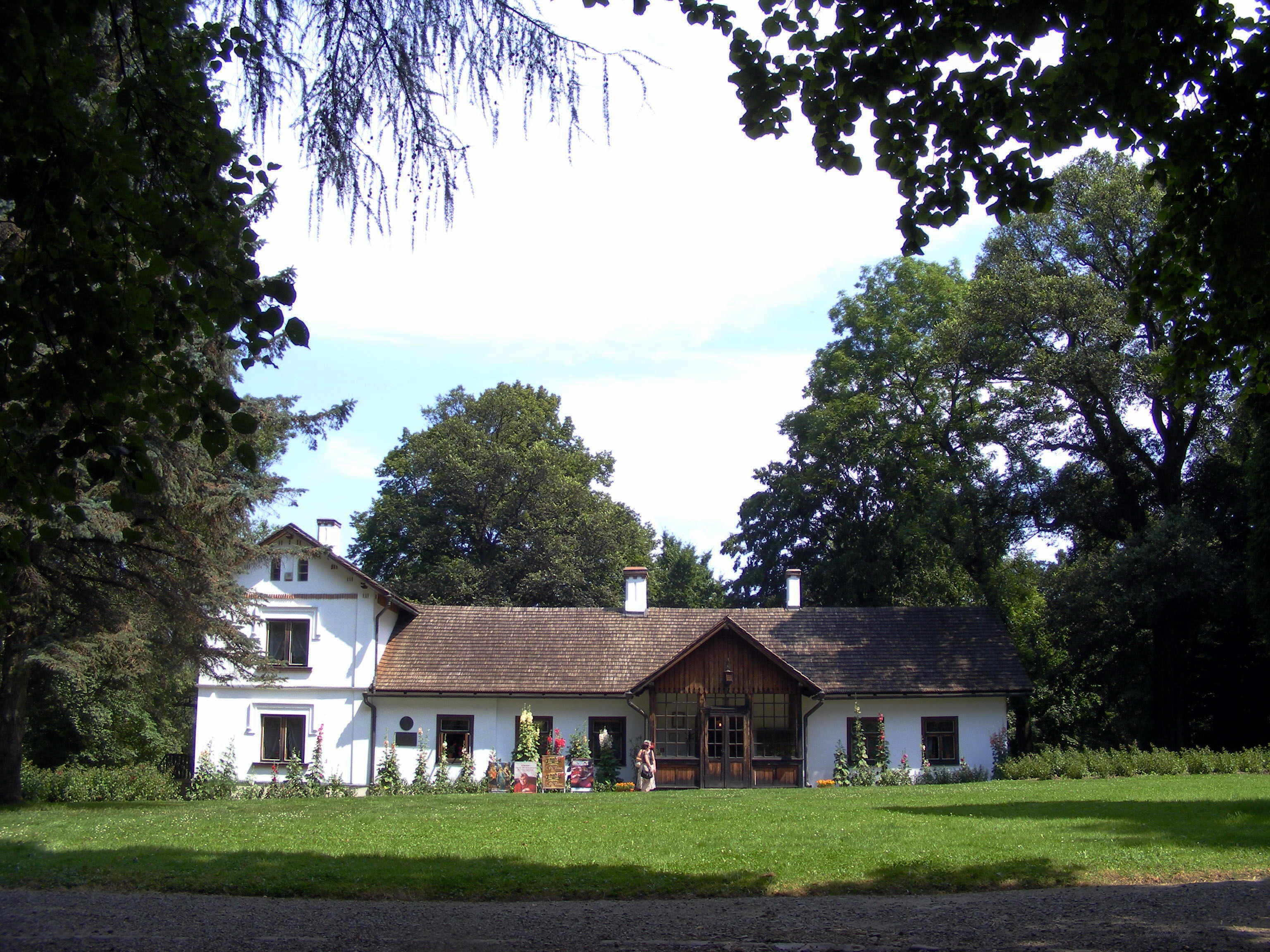
A casa de campo de Konopnicka, agora um museu, em Żarnowiec

Em maio-junho de 1944, a União das Mulheres Polonesas Maria Konopnicka foi criada na França.
Em 1957, o Museu Maria Konopnicka foi criado em Żarnowiec.
Em 1973, o Museu Maria Konopnicka foi inaugurado em Suwałki.
Inúmeras escolas e ruas da Polônia levam seu nome hoje.
Por decisão da União Astronômica Internacional, uma das crateras do planeta Vênus também leva seu nome.

## Obras

### Poesia

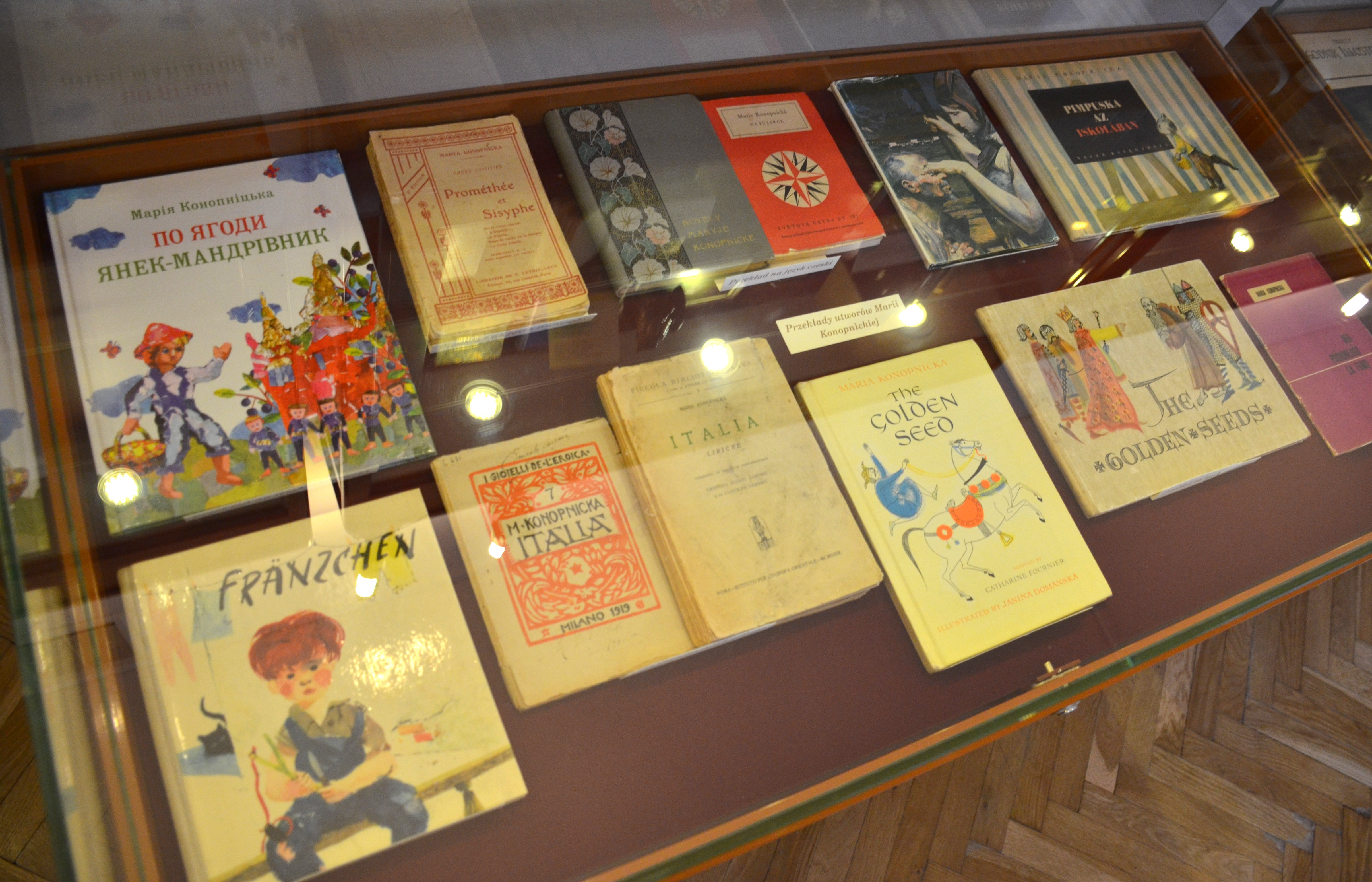
Acervo de livros de Maria Konopnicka

- Linie i dźwięki (1897)
- Śpiewnik historyczny (1904)
- Głosy ciszy (1906)
- Z liryk i obrazków (1909)
- Pan Balcer w Brazylii (1910)

### Prosa
- Cztery nowele (1888)
- Moi znajomi (1890)
- Na drodze (1893)
- Ludzie i rzeczy (1898)
- Mendel Gdański (1901)

### Infantojuvenil
- Śpiewnik dla dzieci (Livro musical para crianças).
- O Janku Wędrowniczku (Sobre Johnnie the Wanderer).
- O krasnoludkach i sierotce Marysi (Sobre os Anões e Little Orphan Mary).
- Na jagody

### Poemas
- Rota (1908).
- Stefek Burczymucha
- Wolny najmita